# Georg von Forstern
Georg von Forstern (auch: Georg Förster oder Georgius de Forstern und Georg von Förster oder Georg von Forster und weitere Namensvarianten; * 4. Dezember 1677 in Ansbach; † 21. November 1726) war ein deutscher Jurist, Hof- und Regierungsrat sowie Konsistorialpräsident.

## Leben
Georg von Forstern wurde am 4. Dezember 1677 mit einem Zwillings-Geschwister in das Geschlecht von Forstern hineingeboren.
Forster studierte in Jena an der dortigen Universität, an der er im Jahr 1688 gegenüber von Georg Adam Struve seine in lateinischer Sprache verfasste Dissertation De Contractibus. Principum ... ablegte.
1709 erwarb Georg von Forstern gemeinsam mit seinem Bruder Jacob Wilhelm von Forstern für 85000 Gulden das Schloss Herbsleben.
Von Forstern, Herr zu Herbsleben, Burghausen und Buschschwobach, wirkte als Hochfürstlich Sachsen-Gothaischer geheimer Rat beziehungsweise Hof- und Regierungsrat in Sachsen-Gotha-Altenburg. Zudem hatte er das Amt des Konsistorial-Präsidenten im Fürstentum Altenburg inne.

## Familie
Georg von Forstern gilt als Stammvater der jüngeren Linie seines Adelsgeschlechtes. 1691 heiratete er seine erste Gemahlin, Elisabeth Marie Sidonie oder Elisabeth Maria Sidonia oder Maria Elisabetha Sidonia von Vischer († 1695), Tochter des Hochfürstlich Sachsen-Weimarischen Geheimen Rats und Reichstagsgesandten von Vischer oder Johann Justus Hartmann Fischer, mit der er zwei Kinder hatte; Johann Friedrich Wilhelm von Forstern (1692–1736) und Friederica Sophia Christiana von Forstern (1694–1734).
Rund zwei Jahre nach dem frühen Tod seiner ersten Ehefrau heiratete Forster im Jahr 1697 die „aus dem Hannöverischen“ stammende Anna Margaretha von Bonhorst († 1706). Mit ihr hatte er drei weitere Kinder; Georg (1698–1723), Anna Helena (1699–1736) und Juliana Augusta (1704–nach 1733).

## Forsterns Haus in Gotha
Von Forstern bewohnte zeitweilig ein Haus in Gotha. Als ihn dort Anfang des 18. Jahrhunderts sein Schwiegervater, der Kurfürstlich Braunschweig-Lüneburgische Münzmeister und Direktor der Münze zu Clausthal Heinrich Bonhorst mit dessen mittleren Sohn und seiner jüngsten Tochter aufsuchte, war von Forster verreist. Doch in Forsterns Gothaer Hause wurde Heinrich Bonhorst noch in der ersten Nacht am 2. Oktober 1711 von unbekannter Hand erschossen.

## Schriften
- De. Contractibus. Principum. / ... Sub. Praesidio. Dn. Georgii. Adami. Struven. ICti. ... In. Inclyta. Salana. Ad. D. Septembr. M.DC.LXXXIIX. Publice. Disputabit. Georgius. Forster. Onold. Fr. Autor. Et. Respondens. Ienae: Müllerus, 1688: Digitalisat über die Martin-Luther-Universität Halle-Wittenberg
- Gratulatio In Natali Serenissimo Principi Ac Domino Dn. Joanni Guilielmo Saxoniae, Iuliaci, Cliviae Ac Montium Duci ... Rectori Academiae Ienensis Magnificentissimo D. XXVIII Martii, MDCLXXXVIII Ex Voto Singulorum Feliciter Recurrente In Aede Academica ... Memoriter Dicta A Georgio Forstero, Ienae: Literis Krebsianis, 1688; Digitalisat